# Julius Schumacher
Friedrich Julius Schumacher (* 15. August 1827 in der Hofschaft Eich, Bürgermeisterei Wermelskirchen, Kreis Lennep, Rheinprovinz; † 28. Juni 1902 ebenda) war ein deutscher Unternehmer und Kommunalpolitiker in Wermelskirchen sowie Ehrenbürger von Burg an der Wupper. Besondere Bedeutung hat er als Gründer und erster Vorsitzender des Schlossbauvereins Burg an der Wupper, der in der zweiten Hälfte der 1880er Jahre den Wiederaufbau von Schloss Burg einleitete.

## Leben
Schumacher wuchs als Sohn des Textilunternehmers Johann Adolf Schumacher (1793–1862) und dessen Ehefrau Lisette, geborene Schmidt (1797–1873), in einer evangelischen Unternehmerfamilie des Bergischen Landes auf, deren väterliche Wurzeln im Wermelskirchener Ortsteil Eipringhausen lagen. Mitglieder der Familie erwarben Ende der 1840er Jahre in der Schweiz Erfahrungen in der Zucht von Seidenraupen sowie der fabrikationsmäßigen Verarbeitung zu koloriertem Satin. Seine berufliche Laufbahn begann Julius Schumacher nach der Schule in Remscheid 1840 als Gehilfe im Geschäft seines älteren Bruders in Magdeburg. Nach weiterer Ausbildung bei Pfeifer & Schmidt in Magdeburg ging er in den Betrieb seines Onkels in Braunschweig. Später baute die Familie in Wermelskirchen eine Fabrik, in der der Vater und seine drei Söhne, unter ihnen Julius im Kontor, die Produktion und den Vertrieb von baumwollenen und seidenen Bändern überwachten.
Julius Schumacher heiratete am 22. August 1861 in Magdeburg Augusta Behrens (1834–1915). Das Paar hatte sieben Kinder, fünf Töchter, zwei Söhne. Der Unternehmerfamilie Schumacher gelangte trotz einer Baisse in der Mitte der 1880er Jahre zu wachsendem Wohlstand, der sich auch in dem Erwerb von Immobilien in Schumachers Geburtsort Eich und dem Bau einer Villa mit englischem Park manifestierte. Dort soll Schumacher, der ein eher zurückgezogenes Familienleben bevorzugte, lieber den bildenden Künsten, der Sammlung von Möbeln und der Astronomie nachgegangen sein als den Aufgaben eines Fabrikbesitzers.

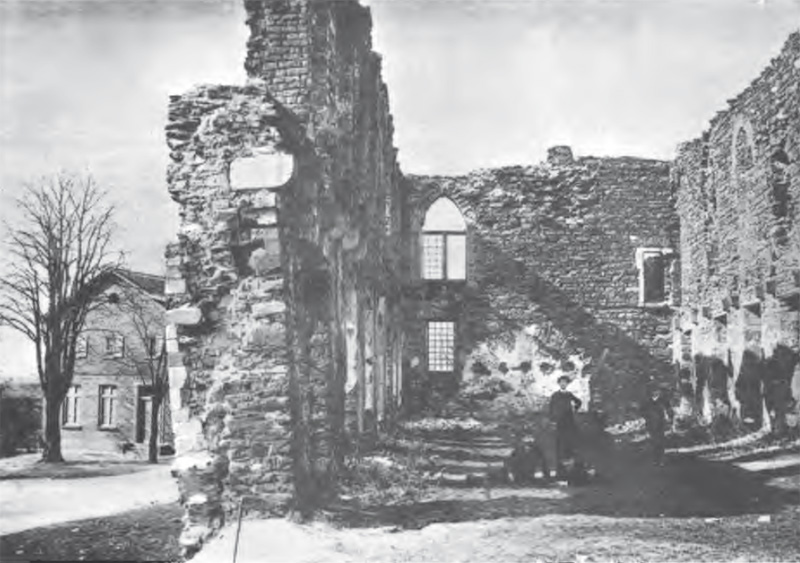
Ruine von Schloss Burg vor 1890

Bereits seit langem dem Verfall des bergischen Herrschersitzes in Burg an der Wupper aus geschichtlichem und romantischem Interesse nachtrauernd, schrieb er am 27. November 1886 den Bergischen Geschichtsverein an und bat ihn um Unterstützung für Maßnahmen zur Erhaltung der Ruine. Dieser Verein regte daraufhin die Gründung eines Komitees an. Zusammen mit dem Lenneper Landrat Richard Koenigs gründete Schumacher 1887 sodann ein „provisorisches Komitee für Erhaltung der Schlossruine zu Burg an der Wupper“, das in Verbindung mit dem Bergischen Geschichtsverein zum 3. August 1887 alle Interessierten zu einer Versammlung in den Palas der Burgruine einlud. Nach Vorstellung von sachverständigen Studien über Bauweise und Baugeschichte der Burg, darunter grundlegende Untersuchungen des Barmer Architekten Gerhard August Fischer, konstituierte die Versammlung den „Verein zur Erhaltung der Schlossruine zu Burg an der Wupper“ und machte es sich zur Aufgabe, das Schloss mithilfe vieler Pläne und Zeichnungen aus der Vergangenheit möglichst originalgetreu wieder aufzubauen und zu restaurieren. Ermöglicht wurde dies durch viele Spendengelder, aus der Bevölkerung und der kaiserlichen Schatulle, sowie mit öffentlichen Mitteln, die der Provinziallandtag der Rheinprovinz bewilligt hatte. 1897 benannte man den Verein schließlich in Schlossbauverein Burg an der Wupper um. Als am 21. Oktober 1891 der wiederhergestellte Palas der Burg festlich eingeweiht wurde, hatte Schumacher die Ehre, die Festrede zu halten.

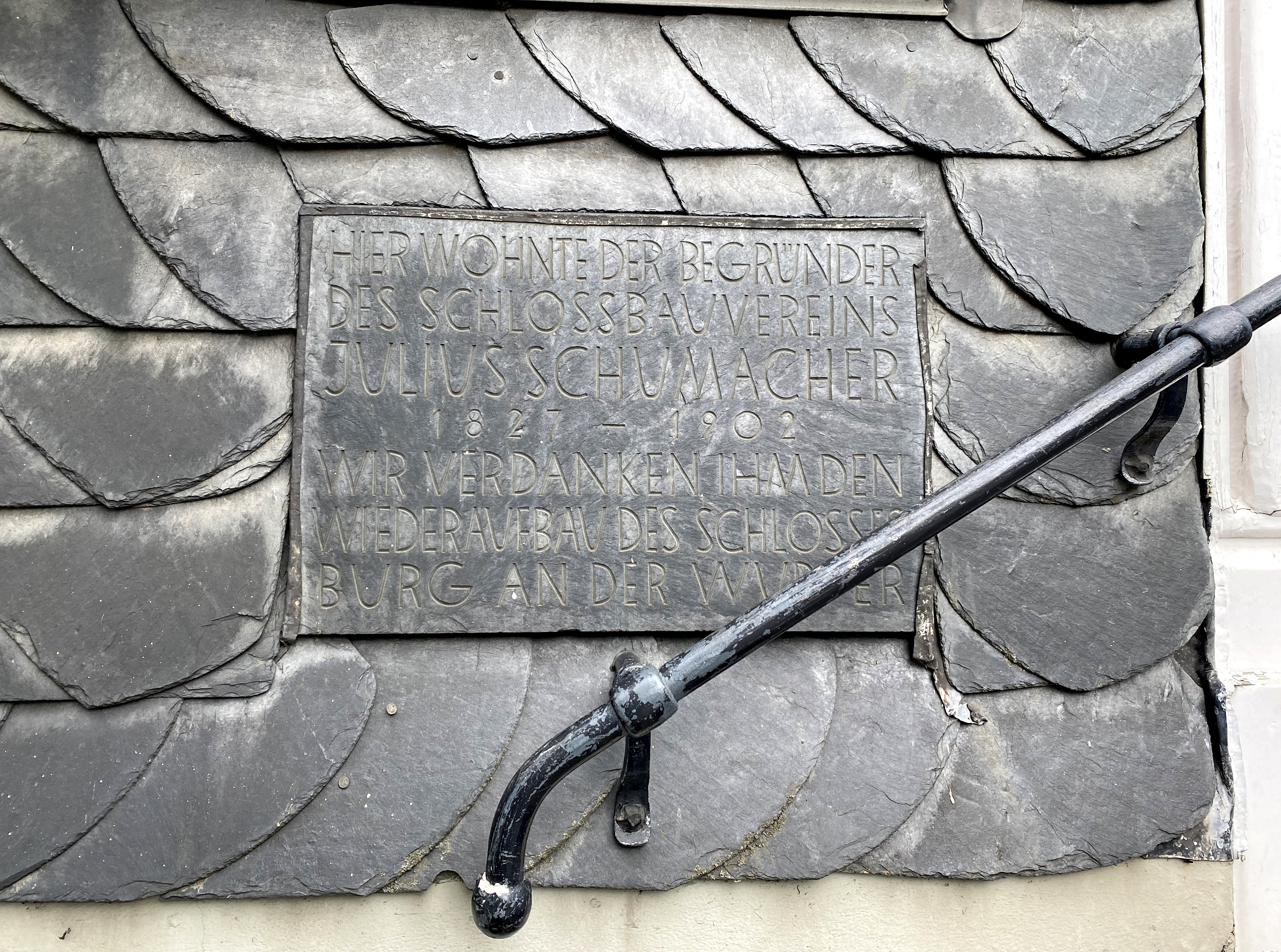
Gedenkplatte für Julius Schumacher an seinem Wohnhaus Eich 8 in Wermelskirchen-Eich

Neben der Denkmalpflege engagierte sich Schumacher im kommunalpolitischen und kirchlichen Bereich. Im Alter von 57 Jahren ließ er sich in den Gemeinderat wählen, 1888 als Nachfolger seines Bruders Peter (1821–1895) zum Ersten Beigeordneten der Bürgermeisterei Wermelskirchen und zum Abgeordneten des Kreistags Lennep. Außerdem kümmerte er sich als Presbyter und „Kirchmeister“ um Angelegenheiten der örtlichen Evangelischen Kirche, etwa um den Aufbau einer Pfarrei in Hünger. Wermelskirchen vertrat er auf der Provinzialsynode.
Im Alter von fast 75 Jahren starb Schumacher im Sommer 1902 an einem Schlaganfall. Seine Tochter Ellen Pietra Carolina (1867–1944) heiratete 1903 in Shanghai den deutschen Eisenbahningenieur Heinrich Hildebrand.
Schumacher erhielt für seine Verdienste zahlreiche öffentliche Ehrungen. Bei einem Besuch auf Schloss Burg dekorierte ihn Kaiser Wilhelm II. 1899 mit dem Roten Adlerorden II. Klasse. Außerdem wurde er mit dem preußischen Kronenorden IV. Klasse und mit dem Titel Königlicher Kommerzienrat ausgezeichnet. Der Bergische Geschichtsverein ernannte ihn zu seinem Ehrenmitglied, die Stadt Burg an der Wupper zu ihrem Ehrenbürger. Eine Gedenkplakette erinnert an seinem historischen Wohnhaus in Wermelskirchen-Eich an ihn, ebenso eine Bronzebüste des Bildhauers Ernst Kunst (1896–1959), die 1950 auf Schloss Burg aufgestellt wurde. Der bergische Schriftsteller Julius Leithäuser stellte die Bedeutung seines Wirkens auf die gleiche Ebene wie das Engagement der Fabrikantin Maria Zanders für die Restaurierung und Ausstattung des Altenberger Doms.